# Sonates bibliques

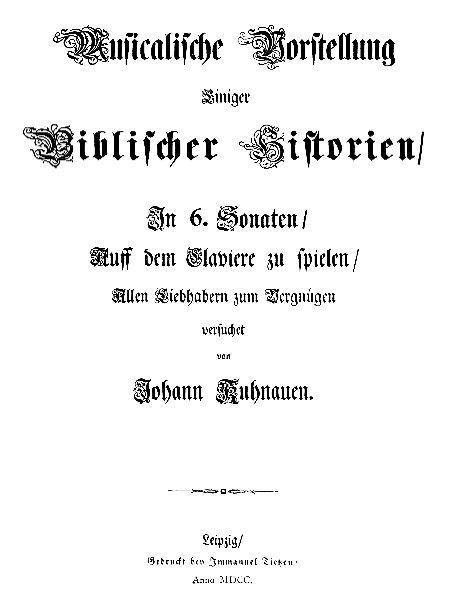
Page de titre des Sonates bibliques

On désigne habituellement par « Sonates bibliques » six pièces pour clavecin ou orgue de Johann Kuhnau, dont le recueil a été publié en 1700 et dont le titre exact est Musicalische Vorstellung einiger Biblischer Historien (en français : Représentation musicale de quelques histoires bibliques). Et la page de titre continue (comme c'est souvent l'usage de l'époque) ainsi : « en 6 sonates à jouer au clavier, proposées par Johann Kuhnau pour l'amusement de tous les amateurs. » 
Le recueil est dédié à Heinrich Christoph Hammermüller, éminent juriste et administrateur princier.
Ces pièces sont, après quelques compositions d'Alessandro Poglietti, Johann Jakob Froberger (que Kuhnau cite personnellement dans sa préface comme exemple) ou Johann Kaspar Kerll, parmi les premiers exemples de musique à programme, prétendant illustrer de façon sonore quelques passages tirés de l'Ancien Testament. C'est le quatrième et dernier recueil pour instrument à clavier publié par Kuhnau après les suites et sonates de la Neue Clavier-Übung (1689/1692) et des Frische Clavier-Früchte (1696) : les sonates bibliques resteront les plus originales et les plus connues de ses compositions pour instruments à clavier.
La dédicace, la présentation générale de l'œuvre et un exposé détaillé précédant chaque sonate sont dans un salmigondis d'allemand mêlé de latin, d'italien et de français. Les titres sont en italien, chaque pièce est accompagnée d'un texte également en italien exposant le déroulement de chaque séquence musicale, au-dessus de la portée. Le mot « sonate » ne doit pas être pris dans le sens aujourd'hui classique : ces pièces sont de forme libre et très variée suivant les nécessités et le caractère du discours.

## Composition du recueil

### Suonata Prima

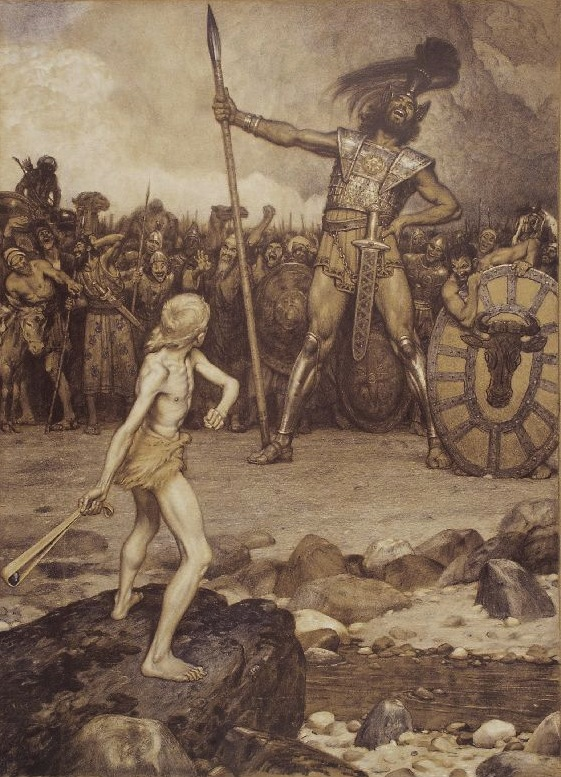
Combat de David contre Goliath

Il Combattimento trà David e Goliath : Le combat de David et Goliath
(I Samuel 17) Histoire biblique très connue : les Israélites sont en guerre contre les Philistins et défiés par le géant Goliath qui est à leur tête. Personne n'ose l'affronter en combat singulier, hormis David, un jeune pâtre seulement armé de sa fronde, mais confiant dans le Dieu d'Israël. D'un seul lancer de pierre à l'aide de sa fronde, David atteint le front de Goliath qui s'écroule ; lui ôtant son épée, il lui coupe la tête, provoquant la débandade des troupes philistines et la victoire israélite.
| no | Texte italien | Traduction |
| -- | --- | --- |
| 1  | Le bravate di Goliath. | Les bravades de Goliath.                                                                                                |
| 2  | Il tremore degl'Israeliti alla comparsa del Gigante, e la loro preghiera fatta a Dio.                                                    | La frayeur des Israélites à la vue du géant, et leur prière faite à Dieu.                                               |
| 3  | Il coraggio di David, ed il di lui ardore di rintuzzar l'orgoglio del nemico spaventevole, colla sua confidenza messa nell'ajuto di Dio. | Le courage de David, et son ardeur à rabaisser l'orgueil de l'épouvantable ennemi, avec sa confiance en l'aide de Dieu. |
| 4  | Il combattere frà l'uno e l'altro e la loro contesa ; vien tirata la selce colla frombola nella fronte del Gigante ; casca Goliath.      | Leur combat et leur querelle ; la pierre lancée par la fronde atteint le front du géant ; Goliath s'effondre.           |
| 5  | La fuga de' Filiste, che vengono perseqvitati ed amazzati dagl'Israeliti.                                                                | La fuite des Philistins, qui sont poursuivis et mis en déroute par les Israélites.                                      |
| 6  | La gioia degl'Israeliti per la loro vittoria.                                                                                            | La joie des Israélites pour leur victoire.                                                                              |
| 7  | Il Concerto Musico delle Donne in honor di Davide.                                                                                       | Le Concert musical des femmes en honneur de David.                                                                      |
| 8  | Il giubilo commune, et i balli d'allegrezza del Populo.                                                                                  | La liesse générale, et les danses d'allégresse du peuple.                                                               |

### Suonata Seconda

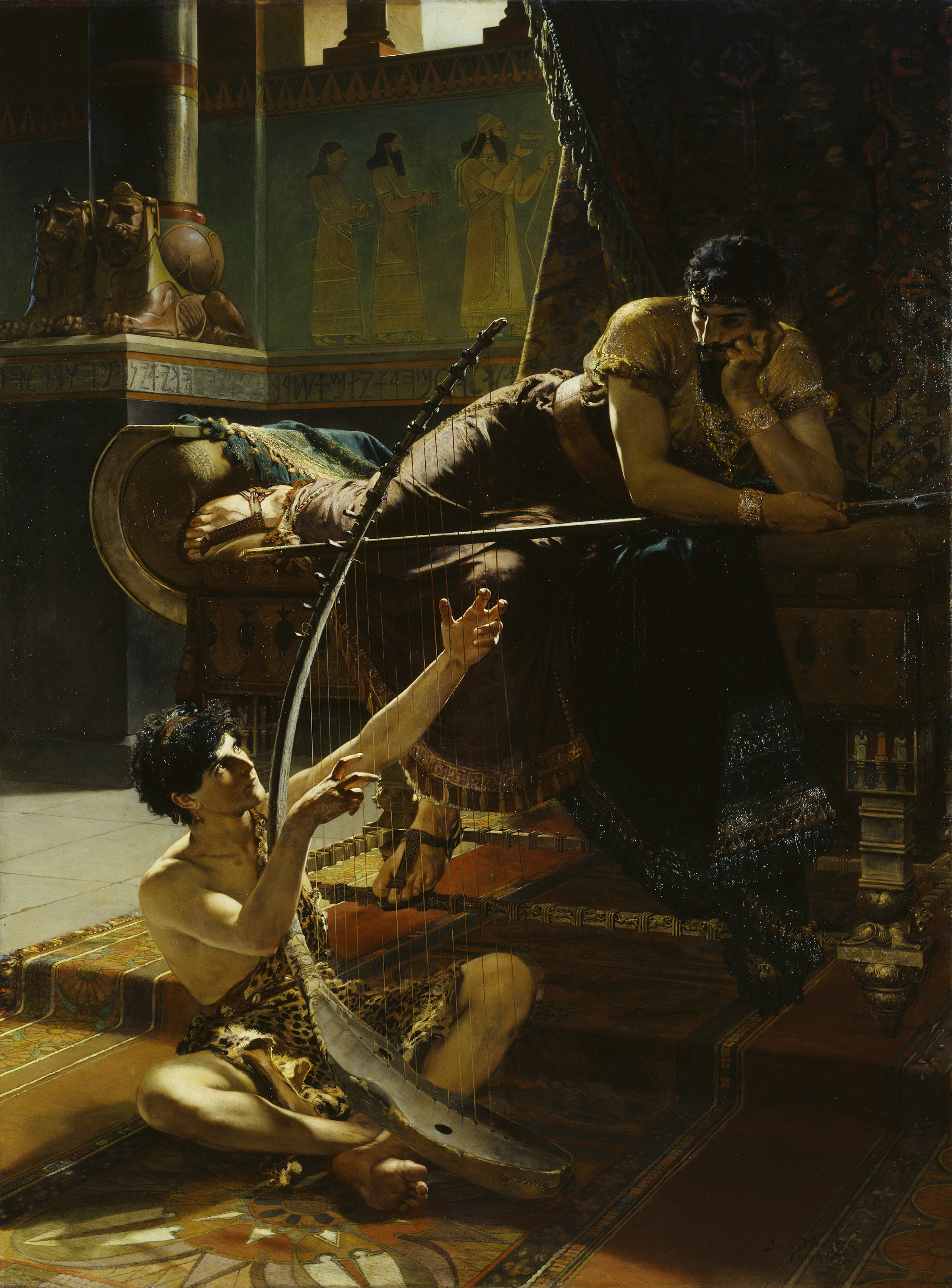
David joue de la harpe pour Saül

Saul malinconico e trastullato per mezzo della Musica : Saül mélancolique et diverti par la musique
(I Samuel 16) Saül n'étant plus habité par l'esprit de Dieu demanda à ses serviteurs de lui amener un habile joueur de harpe pour le guérir de son ennui. L'un d'eux lui parla de David, qui avait ce don et bien d'autres et Saül le fit mander près de lui. Il le prit bientôt en affection et David réussissait à changer l'humeur du roi par le jeu de son instrument.
| no | Texte italien                                 | Traduction                                    |
| -- | --------------------------------------------- | --------------------------------------------- |
| 1  | La tristezza ed il furore del Rè.             | La tristesse et la fureur du Roi.             |
| 2  | (senza titolo).                               | (sans titre).                                 |
| 3  | La canzona refrigerativa dell'arpa di Davide. | Le chant rafraîchissant de la harpe de David. |
| 4  | L'animo tranquillo e contento di Saulo.       | L'esprit tranquille et content de Saül.       |

### Suonata Terza

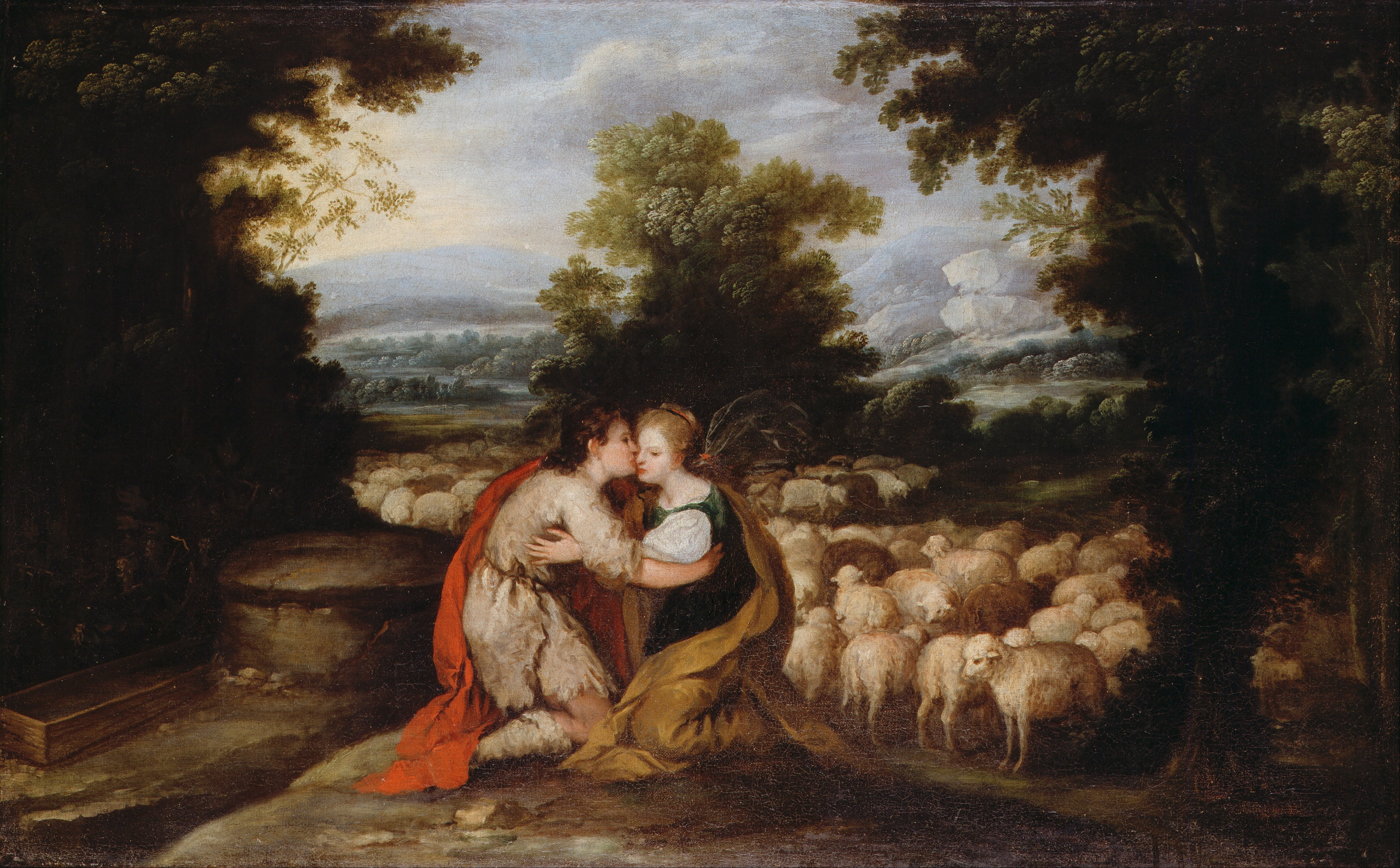
Jacob et Rachel tombent amoureux

Il Maritaggio di Giacomo : Le mariage de Jacob
(Genèse 29) Jacob allant se réfugier chez Laban, le frère de sa mère Rébecca, rencontra la seconde fille de celui-ci, Rachel, et ils tombèrent amoureux l'un de l'autre. Il convint avec Laban que ce dernier lui donnerait Rachel pour épouse à la condition qu'il le servirait gratuitement pendant sept ans. Les sept années étant révolues, Jacob réclama son dû ; un grand festin eut lieu mais Laban, à la faveur de l'obscurité ou de l'ivresse de Jacob, substitua à Rachel sa fille aînée Lia, à laquelle Jacob s'unit charnellement. Découvrant la tromperie, il la reprocha à Laban qui prit pour défense que la cadette ne pouvait être mariée avant l'aînée. À la condition que Jacob restât avec Lia pendant la semaine, et qu'il le servirait pendant sept années supplémentaires, Laban consentit à lui donner pour épouse Rachel, avec laquelle Jacob s'unit également.
| no | Texte italien | Traduction |
| -- | --- | --- |
| 1  | La gioia della famiglia di Laban per la gionta di Giacomo loro parente.                                                                                       | La joie des membres de la famille de Laban, pour leur union avec Jacob, leur parent.                                                                                              |
| 2  | La servitù di Giacomo faticosa si, allegerita pero per l'amor verso Rahel, collo scherzo degli amanti mescolatovi.                                            | La pénible servitude de Jacob cependant allégée par son amour pour Rachel avec le jeu de l'interversion des femmes.                                                               |
| 3  | L'epitalamio cantato dalle donzelle compagne di Rahel. | L'épithalame chanté par les jeunes filles compagnes de Rachel. |
| 4  | L'inganno di Laban. | La tromperie de Laban |
| 5  | (senza titolo) | (sans titre) |
| 6  | Lo sposo amoroso e contento, il cuore gli predice qualche male ; si rincora ; gli vien sonno ; egli si desta ; il dispiacer di Giacobo nel vedersi ingannato. | L'époux amoureux et heureux ; son cœur lui prédit quelque malheur ; il reprend courage ; il s'assoupit ; il se réveille ; il s'endort ; la déception de Jacob, de se voir trompé. |

### Suonata Quarta

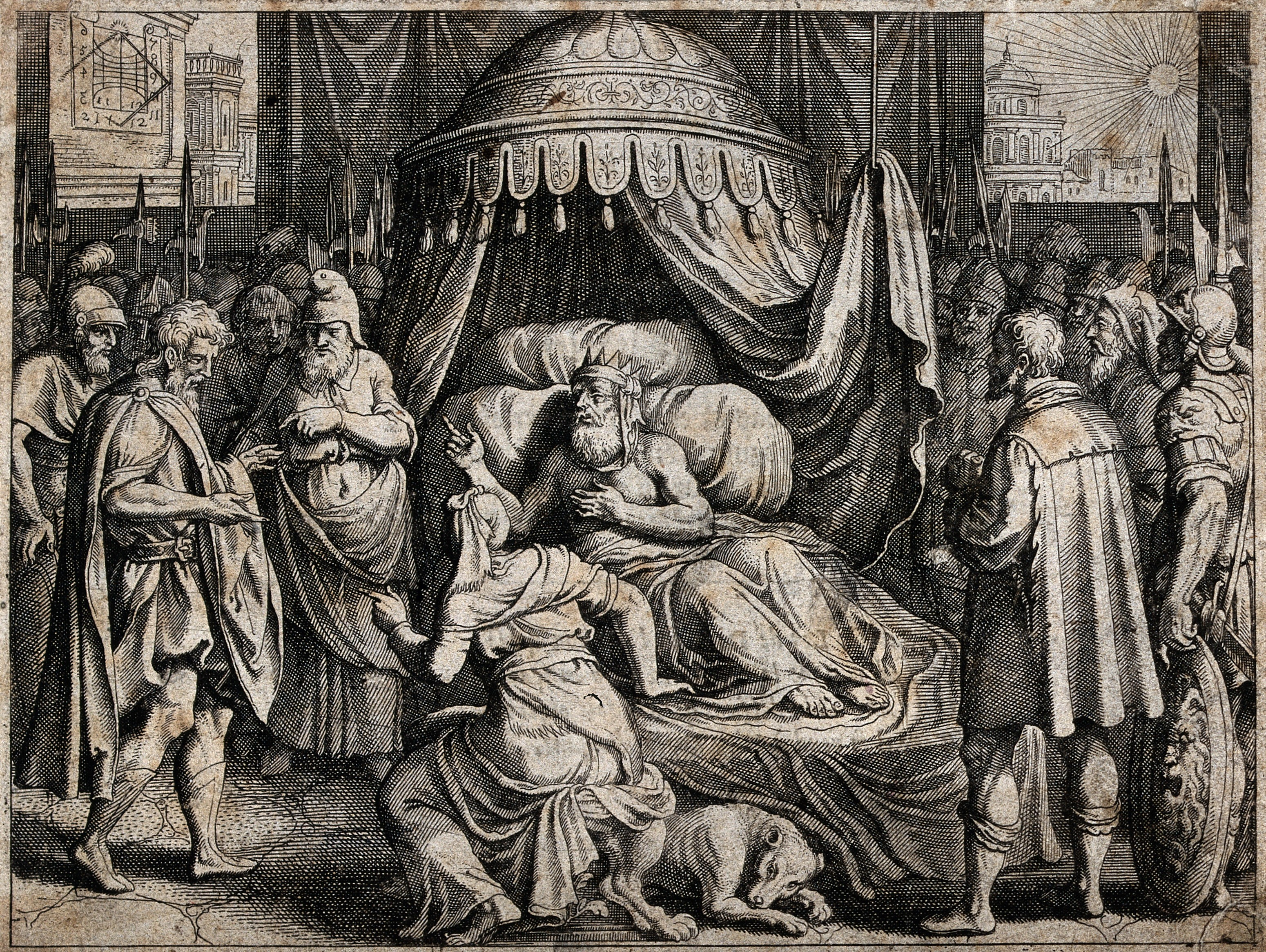
Ézéchias à l'agonie

Hiskia agonizzante e risanato : Ézéchias agonisant et guéri
(II Rois 20) Le roi de Juda, Ézéchias, bien que juste, bon et craignant Dieu est atteint d'une maladie que le prophète Isaïe lui prédit comme incurable et mortelle. Le roi adresse une prière fervente à Dieu : exauçant cette prière, Dieu envoie à nouveau Isaïe auprès du roi pour lui annoncer  sa guérison.
| no | Texte italien                                                                      | Traduction                                                                               |
| -- | ---------------------------------------------------------------------------------- | ---------------------------------------------------------------------------------------- |
| 1  | Il lamento di Hiskia per la morte annonciatagli e le sue preghiere ardenti.        | La lamentation d'Ézéchias à l'annonce de sa mort et ses prières ardentes.                |
| 2  | La di lui confidenza in Iddio.                                                     | Sa confiance en Dieu.                                                                    |
| 3  | L'allegrezza del Rè convalescente ; si ricorda del male passato ; se ne dimentica. | L'allégresse du roi convalescent ; il se souvient de son mal ; il ne s'en souvient plus. |

### Suonata Quinta

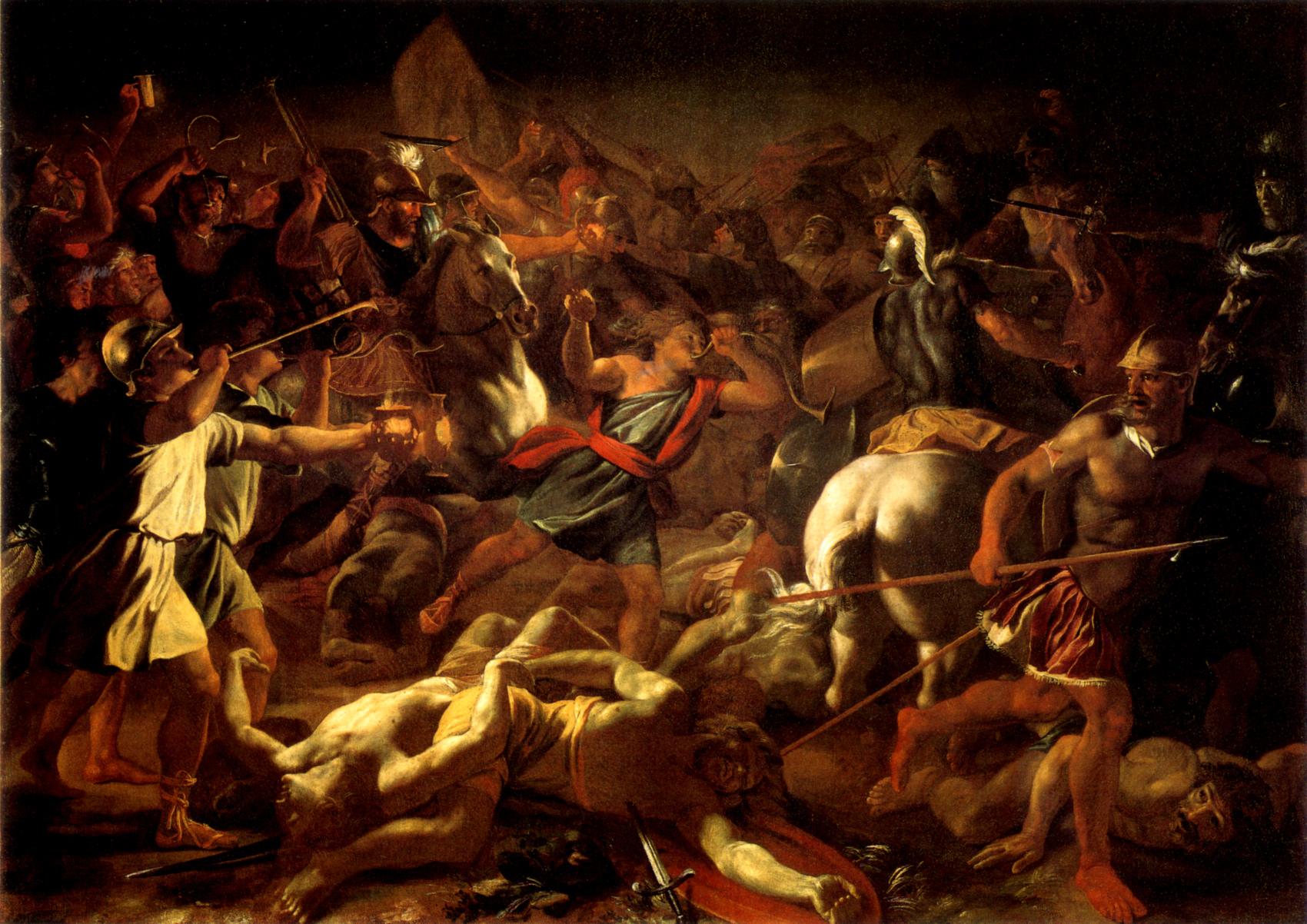
Bataille de Gédéon contre les Madianites

Gideon Salvadore del Populo d'Israel : Gédéon sauveur du peuple d'Israël
(Juges 6-7) Les Israélites ayant oublié les commandements de Dieu, celui-ci leur a envoyé des ennemis, les Madianites qui les attaquent et les oppriment. Mais un homme, Gédéon, va les délivrer, avec l'aide du Seigneur. Un double miracle va convaincre Gédéon, tout d'abord incrédule, que c'est bien Dieu qui lui parle et l'envoie. Et il lui ordonne d'affronter les très nombreux Madianites avec seulement 300 hommes, afin que leur victoire ne puisse être imputée qu'à une intervention divine. C'est ce qui arrive, l'affrontement a lieu de nuit, et les Madianites connaissent une complète déroute.
| no | Texte italien                                                                                        | Traduction                                                                                         |
| -- | --- | -------------------------------------------------------------------------------------------------- |
| 1  | Il dubbio di Gideon della vittoria promessagli da Dio ; lo prova di un altra maniera contraria.      | Gédéon doute de la victoire que Dieu lui a promise ; elle lui est prouvée d'une autre manière.     |
| 2  | Il di lui paura, vedendosi addosso un grand'essercito de' nemici.                                    | Il prend peur en voyant l'importante armée des ennemis.                                            |
| 3  | Ripiglia animo, sentendo esporr a'suoi nemici, quel che sognarono d'esso lui.                        | Il reprend courage, entendant ses ennemis raconter le songe qu'ils ont fait.                       |
| 4  | Gideon incorragia i suoi soldati.                                                                    | Gédéon encourage ses soldats.                                                                      |
| 5  | Il suono delle trombe, overo dei tromboni, e della rotura delle broche, ed il grido dei combattenti. | Le son des trompettes, des trombones et des cruches brisées, et le cri des combattants.            |
| 6  | La fuga dei nemici perseguitati dagl'Israeliti. La loro allegrezza della vittoria segnalata.         | La fuite des ennemis poursuivis par les Israélites. Leur allégresse de cette victoire remarquable. |

### Suonata Sesta

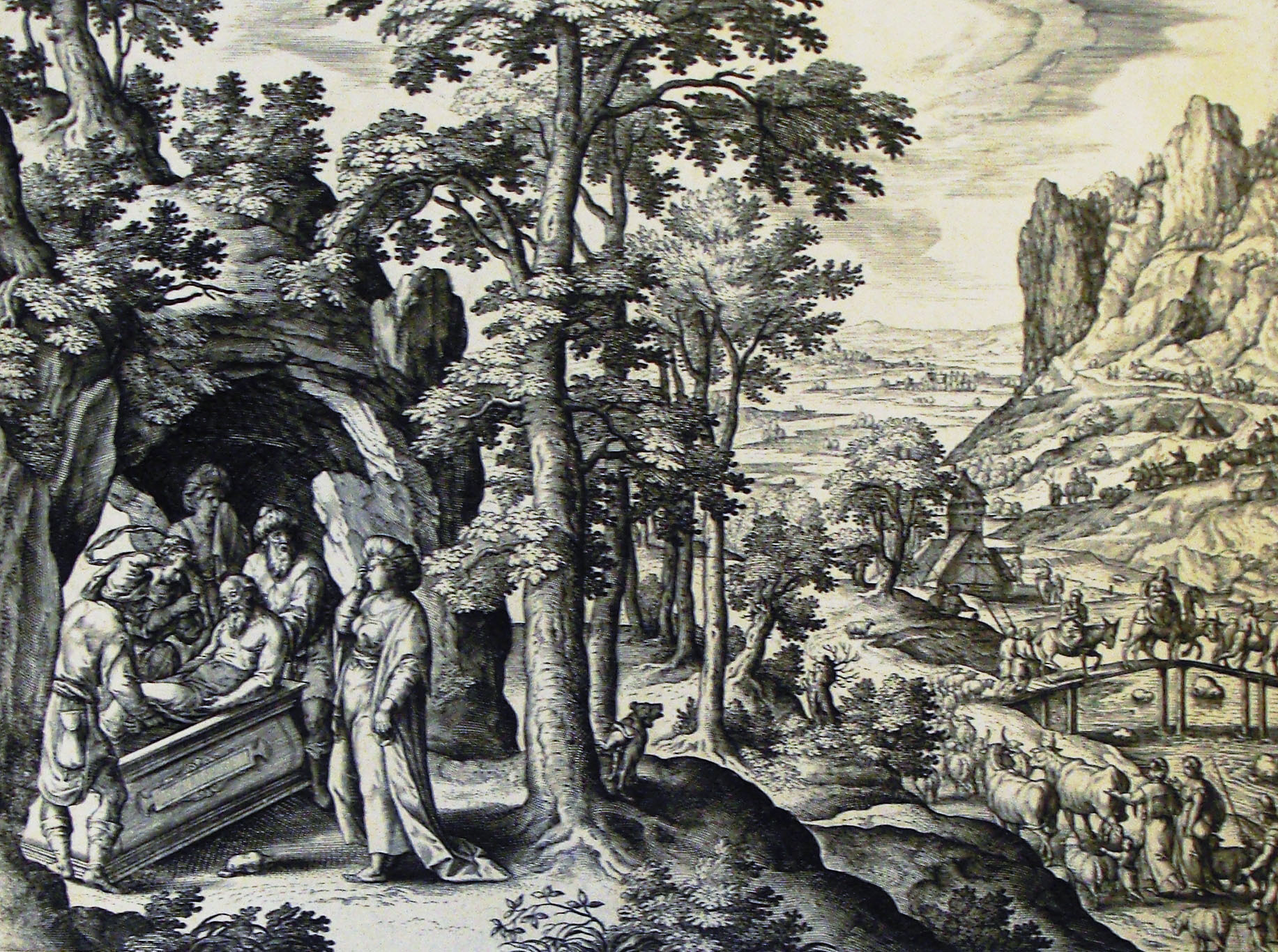
L'enterrement de Jacob

La Tomba di Giacob : Le tombeau de Jacob
(Genèse 49-50) Sentant la mort approcher, Jacob fait venir près de lui ses douze fils, prédit leur destinée et les bénit chacun personnellement. Il demande à être  inhumé en terre de Canaan, avec ses ancêtres, Abraham et Sarah, Isaac et Rébecca, et avec Lia son épouse. Après sa mort, les membres de sa famille, ses proches et de nombreux égyptiens partent d'Égypte pour le pays de Canaan où Jacob est inhumé selon sa dernière volonté.
| no | Texte italien | Traduction |
| -- | --- | --- |
| 1  | Il dolore dei figlii di Giacob, assisenti al letto del loro Padre moribondo, raddolcito un poco dalla paterna benedittione. | La douleur des fils de Jacob rassemblés près du lit de leur père moribond, un peu atténuée par la bénédiction paternelle. |
| 2  | Pensano alle consequenze di questa morte.                                                                                   | Ils pensent aux conséquences de cette mort.                                                                               |
| 3  | Il viaggio d'Egitto nel Paese di Canaan.                                                                                    | Le voyage d'Egypte au pays de Canaan.                                                                                     |
| 4  | La sepoltura d'Israele, ed il lamento dolorosissimo fatto degli assistenti.                                                 | La sépulture en Israël et la douloureuse lamentation de ceux qui y assistent.                                             |
| 5  | L'animo consolato dei sopraviventi.                                                                                         | L'esprit des survivants est consolé.                                                                                      |

## Discographie
- Sonates bibliques - Gustav Leonhardt (février 1970, Teldec ou "GL Édition" Warner 2564 69614-4, CD 18 et 19) Cette version est précédée des narrations avant chaque sonate. (OCLC 659004645), (OCLC 841945104)
- Sonate no 6 - Gustav Leonhardt, clavecin (septembre 1988 - Philips) (OCLC 22902182)
- Sonates bibliques - Christian Brembeck, orgue et clavecin (1988-89, Capriccio 10 350) (OCLC 28932601)
- Œuvres pour clavier - John Butt, clavecin, orgue et clavicorde (22-24 septembre 1994, 2CD Harmonia Mundi HMX 2907360.61) (OCLC 54769095) (avec les Frische Clavier-Früchte, sept sonates de 1696).
- Sonate no 4 -  Paul Simmonds, clavicorde (13 juillet 1994, Ars Musici AM 1145-2) (OCLC 811449698)